# Curia (village portugais)
Curia est un village du Portugal, dans la paroisse de Tamengos, la municipalité d'Anadia, et le district d'Aveiro.
Ce village est connu pour ses thermes.

## Patrimoine
- Les thermes
- Le palace de l'Hôtel de Ville
- La station de chemin de fer
- Le terrain de golf